# 70
سنة 70 م (بالأرقام الرومانية: LXX) كانت سنة بسيطة تبدأ يوم الإثنين (الرابط يظهر نموذج الجدول الزمني الكامل للسنة) من التقويم اليولياني. بدأت تسمية السنة ب70 منذ العصور الوسطى المبكرة، عندما أصبح تقويم أنو دوميني هو الأسلوب السائد في أوروبا لتسمية السنوات.
هدم الهيكل حسب الديانة اليهوديه

## الأحداث
- حصار القدس في الفترة ما بين و 8 سبتمبر.

## وفيات
- هيرو السكندري
- لوسيوس يونيوس مودراتوس كولوميلا Lucius Junius Moderatus Columella